# Graecobolanthus
Graecobolanthus é um género de plantas com flores pertencentes à família Caryophyllaceae.
A sua distribuição nativa é o Mediterrâneo Oriental.
Espécies:
- Graecobolanthus chelmicus (Phitos) Rabeler & Madhani
- Graecobolanthus creutzburgii (Greuter) Rabeler & Madhani
- Graecobolanthus fruticulosus (Bory & Chaub.) Madhani & Zarre
- Graecobolanthus graecus (Schreb.) Madhani & Rabeler
- Graecobolanthus laconicus (Boiss.) Madhani & Zarre
- Graecobolanthus thymifolius (Sm.) Rabeler & Madhani